# Veterinärmuseet

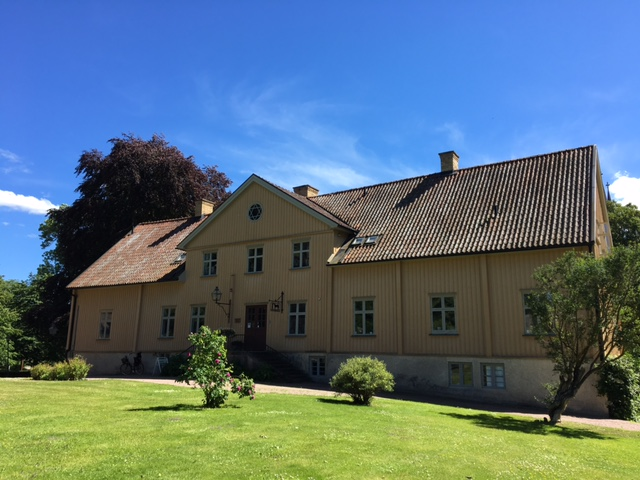
Veterinärmuseet i Skara, Brogården, sett från norr

Veterinärmuseet ligger i Skara par hundra meter norr om Domkyrkan. Här startade linnélärjungen och skarasonen Peter Hernquist Sveriges första veterinärskola 1775. I samband med firandet av svensk veterinärmedicins 200-årsjubileum 1975 invigde kung Carl XVI Gustaf ett veterinärhistoriskt museum i denna byggnad.
Museet är ett upplevelsemuseum, som beskriver veterinärmedicinens utveckling i vårt land. Man följer veterinäryrket från dåtid till nutid. I en biosalong visas filmen "Aude sapere" ("Våga vara vis"), en berättelse om Sveriges första veterinär och djurläkekonstens historia. 
Den historiska miljön förstärks av att i källaren finns välbevarade rester av franciskanerklostret Sankta Katarina. År 1242 anlades detta kloster av tiggarbröder från kontinenten och det fanns kvar till mitten av 1500-talet. 
Vidare finns ett unikt boskapsapotek med så kallade ståndkärl och mediciner i original från slutet av 1700-talet. Det skapades av lärare och elever vid veterinärskolan. Den tidiga veterinärundervisningens nära anknytning till hovslagaryrket uppmärksammas också med att visa upp delar av hovslagarutbildningens historiska samlingar. I övervåningen finns  ett rum med en stor samling av veterinärmedicinska instrument.
Museet drivs sedan 1977 av Stiftelsen Veterinärhistoriska Museet med  Sveriges Lantbruksuniversitet och Sveriges Veterinärförbund som huvudmän. 

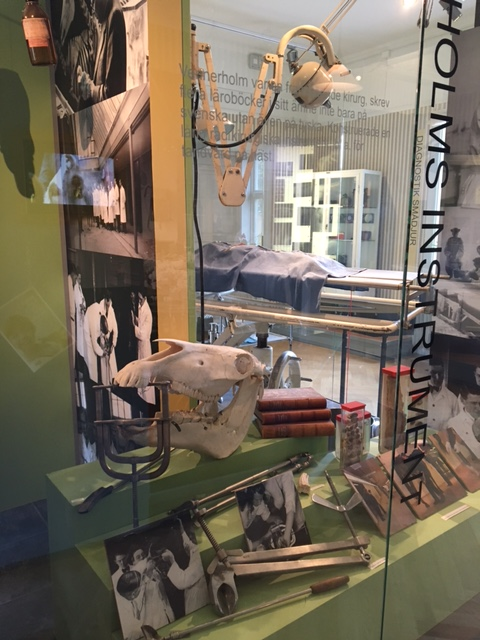
Basutställning operation

Föreningen veterinärhistoriska museets vänner främjar Veterinärhistoriska museets verksamhet och utveckling. 